# Tachina trifasciata
Tachina trifasciata là một loài ruồi trong họ Tachinidae.